# Potentilla hispidula
Potentilla hispidula là loài thực vật có hoa trong họ Hoa hồng. Loài này được (Rydb.) Jeps. miêu tả khoa học đầu tiên năm 1925.